# Mallory McCage
Mallory Grace McCage (Hobart, 2 febbraio 1994) è una pallavolista statunitense, centrale della LOVB Austin.

## Carriera

### Club
La carriera di Mallory McCage, detta Molly, inizia nei tornei scolastici texani, giocando per quattro anni con la Klein Collins HS. Concluse le scuole superiori, entra a far parte della squadra di pallavolo femminile della Texas, impegnata nella NCAA Division I, partecipando al torneo dal 2012 al 2015: raggiunge ogni anni la Final four, vincendo nel suo primo anno il titolo nazionale e raggiungendo la sua seconda finale durante il suo senior year.
Nella stagione 2016-17 firma il suo primo contratto professionistico in Germania col Wiesbaden, club di 1. Bundesliga. Milita nella stessa divisione anche nella stagione seguente, ma nel MTV Stoccarda: vi milita due anni, conquistando lo scudetto al termine del campionato 2018-19, dopo il quale annuncia il proprio ritiro.
Torna in campo in occasione della prima edizione dell'Athletes Unlimited, torneo che disputa anche nell'edizione seguente, venendo premiata come miglior centrale; dopo aver partecipato anche all'Exhibition Tour e all'edizione 2023, al termine della quale viene premiata come miglior centrale e Blocker of the Year, viene ingaggiata dalle Vegas Thrill per la Pro Volleyball Federation 2024.
Partecipa all'Athletes Unlimited anche nel 2024, ripentendo i riconoscimenti individuali dell'annata precedente, e in seguito viene ingaggiata dalla LOVB Austin per disputare la prima edizione della League One Volleyball, vincendo il titolo nazionale.

### Nazionale
Fa parte della nazionale under 18 statunitense, vincendo la medaglia d'oro al campionato nordamericano 2010, dove viene premiata come miglior muro.
Nel 2017 debutta nella nazionale maggiore, con cui si aggiudica la medaglia d'oro alla Coppa panamericana, bissata nell'edizione 2018 del torneo.

## Palmarès

### Club
- NCAA Division I: 1

2012
- Campionato tedesco: 1

2018-19
- LOVB: 1

2025

### Nazionale (competizioni minori)
- Campionato nordamericano under 18 2010
- Coppa panamericana 2017
- Coppa panamericana 2018

### Premi individuali
- 2010 - Campionato nordamericano under 18: Miglior muro
- 2014 - All-America Third Team
- 2015 - All-America Third Team
- 2015 - NCAA Division I: Austin Regional All-Tournament Team
- 2022 - Athletes Unlimited Volleyball: Miglior centrale
- 2023 - Athletes Unlimited Volleyball: Miglior centrale
- 2023 - Athletes Unlimited Volleyball: Blocker of the Year
- 2024 - Athletes Unlimited Volleyball: Miglior centrale
- 2024 - Athletes Unlimited Volleyball: Blocker of the Year